# Enfermedad de Darier
La enfermedad de Darier, también conocida como enfermedad de Darier-White, Disqueratosis Folicular o Queratosis Folicular es una enfermedad autosómica dominante descrita por el dermatólogo francés Ferdinand-Jean Darier. Está caracterizada por pápulas hiperqueratósicas en la piel, que en ocasiones pueden infectarse y contener pus.

## Características clínicas
La enfermedad de Darier afecta por igual a hombres y a mujeres. Comienza habitualmente tras la pubertad, de forma típica en la tercera década de la vida. Es común la talla baja. La prevalencia se estima entre 1/30 000 y 1/100 000. Se cree que los síntomas de la enfermedad son causados por una anormalidad en el complejo filamentoso desmosoma-queratina, que produce una desestructuración de la adhesión celular.
Afecta más comúnmente el pecho, cuello, espalda, orejas, frente e ingles, aunque puede afectar a otras áreas. La erupción asociada con el Darier tiene habitualmente un olor característico. Puede aparecer engrosamiento de la piel de palmas y plantas, así como pápulas en la cavidad oral. También es típica la fragilidad ungueal, que ayuda a realizar el diagnóstico. La erupción puede agravarse con el calor, la humedad y la exposición al sol. En algunos casos, paradójicamente, las lesiones pueden mejorar con la exposición al sol, sobre todo las localizadas en la frente.
Las formas leves de la enfermedad son las más comunes, y pueden permanecer no ser diagnosticadas. Consisten en pequeñas erupciones con olor característico que se agravan con el calor, humedad, estrés y luz solar. Uñas pobremente desarrolladas con estrías longitudinales son diagnósticas.

## Genética

La enfermedad de Darier tiene un patrón de herencia autosómico dominante

La enfermedad tiene un patrón de herencia autosómico dominante, que indica que el defecto genético responsable está localizado en un autosoma (cromosoma no sexual) y solo una copia del gen es suficiente para causar la enfermedad cuando éste es heredado.
Está causada por una mutación en el gen ATP2A2. Los miembros de una misma familia con una mutación en ATP2A2 idéntica pueden tener diferentes expresiones clínicas de diferente gravedad, lo que indica que otros genes o el entorno afectan a la expresión de la enfermedad.

## Diagnóstico
La sospecha clínica se establece a partir de las lesiones en la piel, las uñas y la existencia de otros familiares afectados. Desde la identificación del gen afecto, la confirmación diagnóstica puede hacerse mediante tests genéticos.

## Tratamiento
El tratamiento de elección para los casos graves son los retinoides. Durante los brotes pueden administrarse antibióticos tópicos u orales para evitar la sobreinfección de las lesiones. También durante los brotes se puede usar la ciclosporina y corticoides como la betametasona.
En los casos leves, no se requiere tratamiento específico, aunque se recomienda evitar la exposición excesiva al sol, calor, humedad, estrés y ropa muy ajustada. Puede estar indicado el uso de cremas tópicas, al igual que en los casos graves, durante algún brote agudo.